# Hin och smålänningen (1927)
Hin och smålänningen är en svensk dramafilm från 1927 i regi av Erik A. Petschler.

## Om filmen
Filmen premiärvisades 14 november 1927. Inspelningen av filmen utfördes i Filmstaden Råsunda med exteriörer från Äppelviken i Värmland av Gustav A. Gustafson. Som förlaga hade man Frans Hedbergs folklustspel från 1888 som uruppfördes på Djurgårdsteatern i Stockholm. En nyinspelning av Hin och smålänningen regisserades 1949 av Ivar Johansson, se Hin och smålänningen.

## Roller i urval
- Erik A. Petschler – Hin, alias van Zaaten
- Thor Modéen – Gunnar Rask, rallare
- Jenny Tschernichin-Larsson – Titta Grå
- Greta Anjo – Elna
- Anita Dorr – Margit Bernfeldt
- Nils Arehn – brukspatron Bernfeldt
- Ragnar Arvedson – baron Casimir von Suckten
- Gideon Wahlberg – rallarbasen
- Axel Ringvall – Wässman, prost
- Sam Ask – Burk, länsman
- Gösta Lycke – hans sekreterare
- Bror Hallberg – Ola Hansson, torpare
- Emmy Albiin – Malena, hans hustru
- Anna von Mentzer – fru Karolina Bernfeldt
- Agnes Clementsson  Wässman, prostinna